# منتخب الخليج العربي لكرة الرجبي
منتخب الخليج العربي لكرة الرجبي (بالإنجليزية:Arabian Gulf Rugby Football Union) (اختصار:AGRFU) ، هي منتخب تمارس فيه رياضة الرجبي في دول الخليج العربي ، أسست سنة 1974 ، وتشارك فيه ست دول عربية لمنتخب موحد وهي : السعودية والكويت والبحرين وقطر والإمارات العربية المتحدة وسلطنة عمان.
وأغلب من يشارك المنتخب الخليج العربي للرجبي هم من الجالية البريطانية.

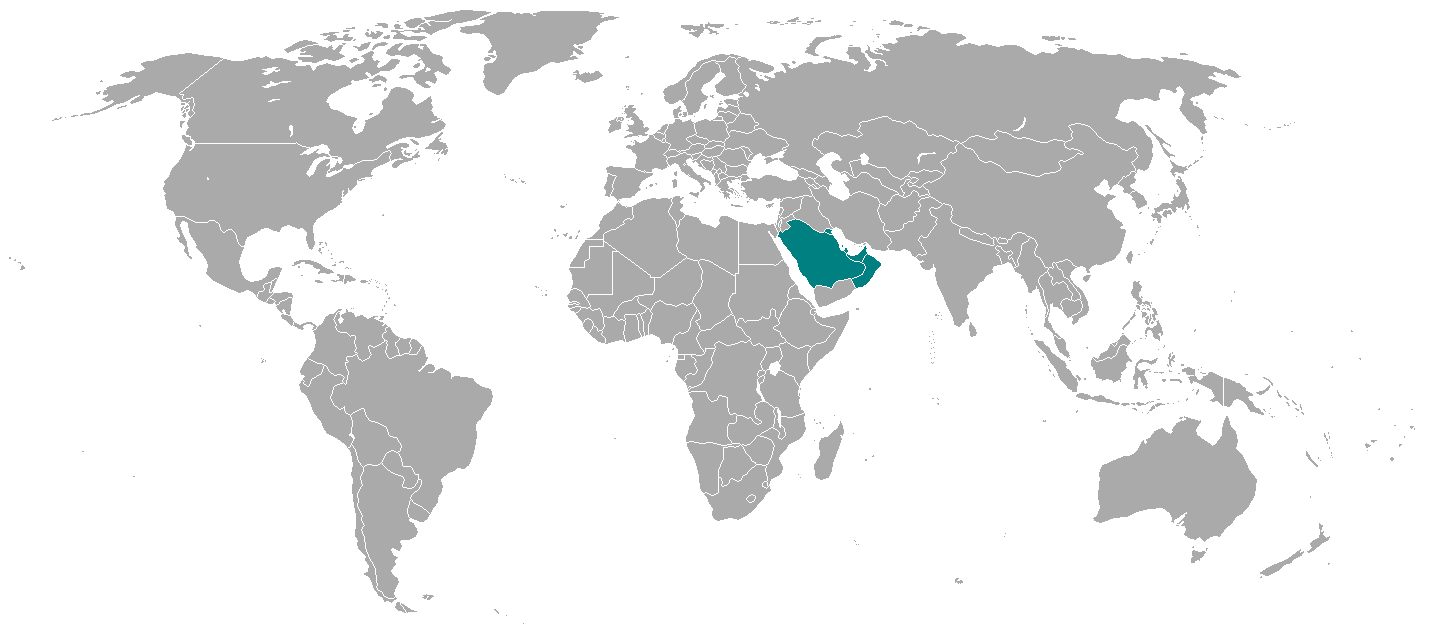
خارطة توضح مشاركة منتخب الخليج العربي

## وصلات خارجية
- Official Website for Arabian Gulf RFU (in English)